# Eduardo de Castro Bezerra Neto
Eduardo de Castro Bezerra Neto (Fortaleza, 16 de dezembro de 1934 – Fortaleza, 07 de abril de 2023), foi um economista, professor universitário, genealogista e cônsul honorário de Chipre no Ceará.

## Biografia
Filho de José Moacyr Bezerra, filho de Eduardo de Castro Bezerra e Antônia Correia Bezerra, sócio da Farmácia Pasteur, e de Eunice Figueiredo Bezerra, filha de Bruno Porto da Silva Figueiredo, o Major Bruno, fundador da praia de Majorlândia, no Ceará, e de Isaura Leite Barbosa Figueiredo. Casou-se com Margarida Maria Câmara Bezerra, em 1960, união que gerou quatro filhos: Astrid, Marta, Eduardo e Paulo.
Estudou no Colégio Santo Inácio, no Rio de Janeiro, onde também prestou serviço militar no Centro de Preparação de Oficiais da Reserva (C. P. O. R.), na arma de Cavalaria. Formou-se como primeiro de sua turma e, por isso, recebeu a espada de formando das mãos do presidente Café Filho, em 07 de agosto de 1955.
Graduou-se em Direito, pela Universidade do Distrito Federal, (atualmente Universidade Estadual do Rio de Janeiro - UERJ), em 1957, onde foi presidente da comissão especial que elaborou um Código de Ética para o estudante de Direito da Universidade, para o processo de registro do Cento Acadêmico.
Em 1964, graduou-se em Ciências Econômicas, pela Universidade do Ceará (atualmente Universidade Federal do Ceará - UFC), que acabou por se tornar sua profissão.
Fez mestrado em Agricultural Economics, pela University of Arizona, de 1970 a 1971, e recebeu o título de cidadão honorário da cidade de Tucson, Arizona, nos Estados Unidos, em 19 de abril de 1971.
Ingressou no Banco do Nordeste do Brasil (BNB), em 1958, exercendo funções no Departamento de Estudos Econômicos do Nordeste – ETENE, de 1958 a 1969, como chefe do Departamento Rural, de 1971 a 1974, e Coordenador do Sistema de Informações Gerenciais, de 1974 a 1975.
Foi superintendente da Superintendência do Desenvolvimento do Estado do Ceará - SUDEC, de 1975 a 1979, durante o governo de Adauto Bezerra, e presidente da Fundação Estadual do Bem-Estar do Menor do Ceará – FEBEMCE, de 1979 a 1983, no governo de Virgílio Távora, e de 1989 a 1991, no governo de Tasso Jereissati.
Participou do Projeto ÁRIDAS, na década de 1990, como coordenador no tema Integração com a Sociedade, tendo feito parte do grupo de trabalho sobre o assunto, e participou da elaboração do Documento.
O projeto foi realizado, entre outros, pelo Instituto Interamericano de Cooperação Para a Agricultura- IICA e pelo Ministério da Integração Nacional, e teve o objetivo de contribuir para a concretização do desenvolvimento sustentável da Região Nordeste do Brasil, ideia introduzida pela Conferência Internacional sobre Impactos de Variações Climáticas e Desenvolvimento Sustentável em Regiões Semi-Áridas (ICID), realizada em Fortaleza, em janeiro e fevereiro de 1992, da qual ele também participou.
Na Federação das Indústrias do Estado do Ceará – FIEC, foi Superintendente Geral do Sistema FIEC e Diretor Superintendente do Trade Point Fortaleza, de 1995 a 1999, e Superintendente do Centro Internacional de Negócios – CIN, a partir de 1999, do qual foi um dos fundadores, que hoje é uma importante instituição na facilitação dos negócios de empresas cearenses com diversos países.
Foi fundador e primeiro presidente da Câmara Brasil-Portugal no Ceará, em 2001, com atuação importante no fomento ao comércio entre os dois países, em especial no estado do Ceará, e fez parte do seu Conselho Consultivo, sendo nomeado sócio honorário, em 2019. Também fez parte da Diretoria eleita para o biênio 2021-2023, como Diretor de Relações Internacionais.
No magistério superior, lecionou na Escola de Administração da Universidade Estadual do Ceará, de 1963 a 1995, como titular da disciplina de Teoria e Prática de Pesquisa, e na Escola do Serviço Social, agregada à Universidade Federal do Ceará.
Foi presidente da Cruz Vermelha Brasileira, filial do Ceará, de 1982 a 1984, com atuação importante em período em que o estado passou por uma seca severa, quando a entidade prestou assistência a diversas comunidades do interior do Ceará.
Sócio efetivo do Instituto do Ceará (Histórico, Geográfico e Antropológico), tomou posse em 22/05/1980, com diversos artigos e palestras publicadas na Revista do Instituto do Ceará.
Genealogista, suas pesquisas sobre as famílias Câmara, Bezerra e Figueiredo levaram a ascendentes que remontam até o século VII. Além disso, foi um grande estudioso da Bíblia, possuindo uma vasta coleção de exemplares, de diversas versões do livro, sendo um dos seus livros publicados sobre esse assunto.

## Publicações[1]
- Os Bezerras de Menezes do Riacho do Sangue (Eduardo Castro Bezerra Neto), da Zona Norte (Vinicius de Barros Leal) e do Cariri (Raimundo Teles Pinheiro), em 1982;
- Impactos Sociais e Econômicos de Variações Climáticas e Respostas Governamentais no Brasil, em 1991;
- Câmaras Daquém e Dalém Mar, em 1997;
- A Transformação Recente do Perfil Econômico do Ceará – Competitividade Internacional e Desenvolvimento das Regiões, em 1998; e
- Inferno e céu – Desafio à inteligência, em 2010.

## Artigos Publicados
- O Primeiro voluntário do Ceará e a Batalha do Tuiuti (Notas e Transcrições) – Revista do Instituto do Ceará – ANNO LXXXI (1967)
- A pecuária de Corte e a Demanda de Carne na Década de Setenta - Revista Econômica do Nordeste – Volume 1, número 3 (1970)
- Discurso de Posse no Instituto do Ceará – Revista do Instituto do Ceará – ANNO XCIV (1980)
- Os “Câmara” – Suas Origens e Fixação no Ceará – Revista do Instituto do Ceará – ANNO C (1986)
- A Ideia Republicana em Marcha – Revista do Instituto do Ceará – Tomo Especial 1987 – 1o. Centenário do Instituto do Ceará (1987)
- Sampaio e os Voluntários Cearenses na Batalha de Tuiuti – A Defesa Nacional n. 738 (1988)
- Ascendentes Açorianos da Família Castro – séculos XVI a XVIII – Revista do Instituto do Ceará – ANNO CII (1988)
- Dimensão Histórico-política do Duque de Caxias (Conferência) – Revista do Instituto do Ceará – ANNO CII (1988)
- Fontes sobre as origens da família Bezerra em Pernambuco, Portugal e Galícia – Revista do Instituto do Ceará – ANNO CVIII (1994)
- A contribuição Açoriana ao Desenvolvimento do Ceará nos Séculos XVIII e XIX – Revista do Instituto do Ceará – ANNO CXI (1997)
- Homenagem ao Exército Brasileiro e ao seu patrono, o Duque de Caxias (Palestra) – Revista do Instituto do Ceará – ANNO CXIX (2000)
- O Banco Provincial do Ceará (Palestra) – Revista do Instituto do Ceará – ANNO CXX (2006)
- História e mito na origem do Patronímico Bezerra – Revista do Instituto do Ceará – ANNO CXXVII (2014)
- Cristãos Velhos e Cristãos Novos nas Capitanias de Pernambuco e Ceará: séculos XVI a XVIII – Revista do Instituto do Ceará – ANNO CXXX – (2016)
- O Ceará na pluralidade de fronteiras e territórios do Brasil – Revista do Instituto do Ceará – ANNO CXXIX – (2020)